# Urschrift
Unter einer Urschrift ist das Original einer Urkunde zu verstehen. Der Besitz dieses Originals ist von nicht unerheblicher beweisrechtlicher Bedeutung.

## Urschriften in der Verwaltungspraxis
Sofern ein Sachbearbeiter innerhalb der Verwaltung auf die Original-Schriftstücke verzichten kann, ist der Vorgang mit seiner Stellungnahme, Auskunft oder sonstigem Hinweis urschriftlich („U.“), das heißt „im Original“, an den Einsender zurückzugeben oder aber an andere Stellen oder Dienststellen weiterzuleiten. Bei Rückfragen sowie Kenntnis- und Stellungnahmen sind Schriftstücke insbesondere innerhalb der Verwaltung stets urschriftlich gegen Rückgabe („U.g.R.“) zu übersenden, wenn davon ausgegangen werden kann, dass die angesprochene Dienststelle das Schriftstück für ihre Akten nicht benötigt.
Im Fall eines Verwaltungsrechtsstreites ist durch die Behörde nach § 82 Verwaltungsgerichtsordnung (VwGO) das Original des angegriffenen Verwaltungsaktes oder des angegriffenen Widerspruchsbescheides dem Verwaltungsgericht vorzulegen.

## Urschriften im Zivilprozess und im Zivilrecht
Für den deutschen Zivilprozess wird der Begriff „Urschrift“ in § 435 Zivilprozessordnung (ZPO) erwähnt. Dort geht es um die Beweiswürdigung bei öffentlichen, das heißt amtlichen Urkunden. Grundsätzlich müssen diese nicht in Urschrift vorgelegt werden, es genügt eine beglaubigte Abschrift. Grund hierfür ist, dass der Gesetzgeber davon ausgeht, dass die Originalurkunden bei öffentlichen und damit grundsätzlich vertrauenswürdigen Stellen aufbewahrt würden. Allerdings kann das Zivilgericht die Vorlage der Originalurkunde verlangen, und, falls nur die beglaubigte Abschrift vorgelegt wurde, im Rahmen der freien Beweiswürdigung über den Beweiswert der Abschrift befinden.
Bei notariell beurkundeten Urkunden (zum Beispiel Grundstückskaufverträgen) soll die Urschrift nach § 45 Beurkundungsgesetz (BeurkG) grundsätzlich beim Notar verbleiben, der sie zu verwahren hat. Ausgenommen hiervon sind unter anderem solche Urkunden, die im Ausland im Original vorzulegen sind (§ 45 Abs. 2 BeurkG). Die Urschrift kann, wenn das Original verloren ist, bei notariellen Verträgen gemäß § 46 BeurkG durch eine beglaubigte Abschrift oder eine noch vorhandene Ausfertigung ersetzt werden.

## Sonstige Verwendung des Begriffs
Auch der französische Philosoph Jacques Derrida verwendet den Begriff.